# Lulla
Lulla község Somogy vármegyében, a Tabi járásban.

## Földrajz
Lulla község Somogy vármegye északkeleti, dombokkal tagolt területén, Külső-Somogyban fekszik. A falu úgynevezett szalagtelkes település. Négy falurészt különíthetünk el: Felső- és Alsófalu, Kisecseny, valamint Jabapuszta.
A falu Tabtól 7, Torvajtól 3, Szántódpusztától 10, Sérsekszőlőstől 4 kilométerre található. Szilárd burkolatú úton sokáig csak Tab felől lehetett megközelíteni, de 2012-ben átadták a Balatonendréddel (és azon keresztül a Balaton partján fekvő Zamárdival) összekötő utat. A ma már Lulla belterületét is elkerülő Tab-Zamárdi út a 6501-es számozást viseli, míg a település központján végighaladó útvonal számozása 65 137-es. Lullai (ecsenyi) területen ágazik ki a 6501-es útból a torvaji bekötőút is, mely a 65 138-as útszámozást kapta.
A község a balatoni táj déli peremén, helyenként lankásabb, helyenként meredekebben területén fekszik. Legmagasabb pontja, a Flóra-hegy 287,8 méter magas. Az éghajlatot nagyban befolyásolja a Balaton közelsége (légvonalban a tó alig 10 kilométerre található innen). A legnagyobb folyóvíz a Jaba-patak. A település vízellátását 1989-ig ásott kutak biztosították, azóta ezt a feladatot egy törpe vízműrendszer biztosítja. A Jaba-patak felduzzasztásával Bálványos határában víztározót hozott létre a termelőszövetkezet, mely mára valóságos horgászparadicsommá nőtte ki magát.
A település körüli erdők területe mintegy 34-36 hektár; jellegzetes fái a gyertyán, a szilfa, a hárs és az akác. Az erdők növény- és állatvilága igen gazdag, vadállománya jelentős.

## Történelem
A Jaba-patak völgye már az őskorban is lakott volt. A római uralmat követően a honfoglalásig több barbár törzs is lakta a vidéket a hunok és az avarok ezek közül a legjelentősebbek.

### Középkori falu
A honfoglalást követően, a 11. század elején a falu már bizonyítottan létezett, először a fehérvári püspökség, majd I. András uralmát követően a tihanyi bencés apátság birtokaként. A 11-12. századtól több kisebb település jött létre a vidéken egymástól mindössze néhány kilométerre, ezek között megtaláljuk Jabát és Lullát is.
1229-ben a székesfehérvári káptalan birtokai között sorolták fel. 1288-1381 között a veszprémi káptalannak, 1302-ben a mellette fekvő Szentlászlópusztán székelő prépostságnak is voltak itt birtokai. A falunak a 13. században temploma épült, a templom mellett a korabeli hagyományoknak megfelelően temető és vásártér is létesült. 1264-ben a korabeli oklevelek már említik „Villa Lyula” egyházát. A falu temploma hosszú évszázadokon át létezett, erről a leletanyagok a 12. századtól a 16. századig szolgálnak bizonyítékokkal.
1332-1337 között neve ugyancsak szerepelt a pápai tizedjegyzékben, ekkor már plébániája is volt. A 14. században az Ugali családé volt, Ugali Pál halála után Kővágóőrsi Kis György birtokába került, majd 1411-ben Csapi András nyerte adományul, 1428-ban pedig Rozgonyi Istvánnéé lett. 1438-ban a Batthyányiakat és a Fajszi Ányosokat iktatták birtokába, 1460-ban Felsőendrédi Somogyi Imre és Ugron Imre volt a birtokosa. 1463-ban a veszprémi püspökségnek is voltak itt birtokrészei. 
1536-ban Gyönköddel együtt Baronyay Mátyás, Perneszi Egyed, Imre és Istvánné, Koródi Demeter, Fajszi Ferenc, a szentlászlói prépost, a veszprémi püspök, Ugron Bernát, Ellyevölgyi László és Regetei Gáspár voltak birtokosai. 1557-ben mindkét falu a Perneszi nemeseké, Magyar Bálinté és Takaró Mihályé volt. 1572-ben Tihany várához tartozott. 1577-ben Lullát osztopáni Perneszy András felsőlendvai várnagy és fiai nyerték adományul.
Az 1573-1574 évi adólajstrom szerint még 49 házból, 1580-ban pedig 34 házból állt.

### Lulla-puszta
1609-ben már puszta volt. 1618-ban lengyeltóti Lengyel János szigligeti kapitány bírtoka volt. 1703 körül Vörös János özvegyének birtoka volt. 1726-ban a Lengyel és a Mérey, 1733-ban csak a Lengyel család birtoka volt, majd 1856-ban a Gotthard család birtokolta.
A település 19. század fordulójára szinte teljesen elnéptelenedett, története innentől a szomszédos Torvaj községével fonódott össze, közigazgatásilag is hozzá tartozott.

### 20. század
1907-ben a Perczel család tulajdonát képező Lulla-pusztát parcellázást követően eladták. Új telepesek érkeztek Tolna vármegyéből, a döntő többségük Gyönk községből. A Fejér vármegyei Lajoskomáromból is több család érkezett, valamint további új lakosok jöttek még Somogy és Zala vármegyéből is.
A falu újkori története 1907-től datálódik, ekkor épült fel a falu a mai helyén, a korábbi településtől hozzávetőleg 2 km-re délre. Az új helységet a telepesek Lullatelepnek nevezték, de hivatalos neve Lulla-puszta volt. Az újonnan települt falu és Torvaj között félúton pedig kiépült Kisecseny (lakosainak zöme a szintén Somogy vármegyei Ecsenyből érkezett, innen a településrész neve), mely ma Lulla részét képezi. A település harmadik részét Lulla-Szőlőhegy alkotta, mely úgynevezett halmaztelepülés volt, házai a dombok, völgyek között elszórtan helyezkedtek el. 32 család élt itt a század első évtizedének fordulóján, ők voltak a település legrégebbi lakói. 1922-ben a három lakóhely (Lulla-puszta, Szőlőhegy és Kisecseny) kérelmet nyújtott be, az egy községgé való egyesítés ügyében, amit végül – azzal az indokkal, hogy az önállósodni kívánó résznek nincs külön iskolája – elutasítottak.
1925-ben a település evangélikus családjai egyházilag különváltak Torvajtól, és az év végén az első iskolát is felavatták, melynek épülete mind a mai napig imaházul is szolgál. A község első levita tanítója, Spissák Henrik szorgalmazására állította fel az evangélikus gyülekezet a vasszerkezetes haranglábat, a harangokat pedig már a katolikus gyülekezettel közösen öntették, melynek avatására 1930-ban került sor. Ezek a harangok a mai napig szolgálják a falut.
1940-ben megalakult a katolikus iskola is, melynek létrehozását a tihanyi apátság támogatta, hogy ily módon a jabapusztai birtokán élő gyerekek oktatása is biztosított legyen. Időközben a lakosok 1938-ban újabb kísérletet tettek az önállósodásra, ám ezúttal is elutasításra találtak.
1947-ben a településről 15 német nevű családot telepítettek ki Németországba, több család pedig földönfutóvá vált, helyükre a csehszlovák–magyar lakosságcsere keretében felvidéki magyar családokat telepítettek be. Az újonnan betelepített lakosok Komárom vármegyéből érkeztek.
1947-ben ismét felvetődött a különválás gondolata, főképp azért, mert immár a jabapusztai lakosok is kérelmezték a megalakítandó községhez csatolásukat. A Belügyminisztérium 1947. december elején kelt rendelete alapján Lulla puszta, Kisecseny, Szőlőhegy és Jabapuszta 1948. január 1-jével Lulla néven önálló községet alkotott.
Az 1949-es népszámlálás adatai alapján Lulla község lakóinak száma 648 fő volt (ez a 2001-es adatok több mint két és félszerese).
1959-ben újjászervezték a termelőszövetkezetet, melynek következtében a Szőlőhegy fokozatosan elnéptelenedett, megkezdődött a lakosság létszámának csökkenése. 1962-ben villanyt kapott a falu, majd 1968-ra megépült a falut Tabbal összekötő kövesút. Az 1969–1970-es tanévtől kezdődően a felső tagozatot megszüntették és az iskolások az újonnan indított buszjárattal már Tabra jártak iskolába. 1972-ben megépült az új kultúrház, mely a napjainkban is helyszínéül szolgál a falu eseményeinek.
1983-ban adakozásokból, önként vállalt társadalmi munkával a tabi esperes plébános aktív közreműködésével megépült a katolikus kápolna, melynek munkálataiban a falu lakói felekezeti hovatartozástól függetlenül tevékenyen részt vettek. 1984-ben az Evangélikus világtalálkozó alkalmából a protestáns imaterem felújítására is sor került.
1985-ben gazdakör alakult a községben, mely mint civil szerveződés hiánypótló egyesületként fogható fel. Tevékenységüknek köszönhetően gazdatanfolyam, illetve gazdasági népfőiskolai előadássorozat indult, mely kiemelte a községet környezetéből. Meghonosodott az évenként borverseny hagyománya, valamint a farsangkor rendezett gazdaköri bál is, ahol a borverseny díjkiosztójára is sor kerül.
Az 1989–1990-es tanévtől megszűnt az összevont alsó tagozatos iskola is a faluban, így „a faluban csak a harangszó marad”.

### A rendszerváltás után
1990-ben megalakult a községi önkormányzat. Lulla község a tabi körjegyzőséghez tartozik.
1992-ben a község kuratóriumot hozott létre az első és második világháború hősi halált halt lullai lakosok emlékművének felállítására. A munka jelentős részét társadalmi munkában bonyolította le a falu, az emlékmű felavatására 1992. október 31-én került sor.
A 90-es évek elején indult a faluban több hagyományos rendezvény. Ezek közül kiemelkedik az évente megrendezésre kerülő falunap és az idősek napja.
1996. június 21-én tornádó söpört végig a falun, hatalmas károkat okozva: 12 ház totálkáros lett, melyből öt felújíthatatlannak bizonyult.
1997-ben a falu csapata a gazdakör színeiben 60 fővel vett részt a Magyar Televízió Tipp-Hopp című vetélkedőműsorában, amit megnyert; a jutalmul kapott 250 000 forintot a Lulla község története című könyv kiadására fordították.
Az 1998-as év több évfordulót hozott Lulla életében. A község önállóvá válásának 50. évfordulóját ünnepelte meg augusztus 20-án összekötve a Lulláról elszármazottak találkozójával. A község 50 éves függetlenségének emlékére és írásos emlékekben való említésének 770 éves évfordulójának tiszteletére kopjafát is avattak a két falurész közötti úgynevezett „Rétaljban”.
Az utóbbi évek legjelentősebb eseménye a helytörténeti kiállítás megnyitása volt, melyre 2002-ben került sor.

## Közélete

### Polgármesterei
- 1990–1994: Reizinger Károly (független)[5]
- 1994–1998: Reizinger Károly (független)[6]
- 1998–2002: Reizinger Károly (független)[7]
- 2002–2006: Reizinger Károly (független)[8]
- 2006–2010: Reizinger Károly (független)[9]
- 2010–2014: Kleiber Jenőné (független)[10]
- 2014-2019: Kleiber Jenőné (független)[11]
- 2019–2024: Kleiber Jenőné (független)[12]
- 2024– : Kleiber Jenőné (független)[1]

## Népesség
A település népességének változása:
| Lakosok száma | 175  | 170  | 176  | 179  | 219  | 218  | 209  |
|               | 2013 | 2014 | 2015 | 2021 | 2022 | 2023 | 2024 |

A 2011-es népszámlálás során a lakosok 47,9%-a magyarnak, 5,3% cigánynak, 0,5% németnek mondta magát (52,1% nem nyilatkozott; a kettős identitások miatt a végösszeg nagyobb lehet 100%-nál). A vallási megoszlás a következő volt: római katolikus 28,2%, református 3,2%, evangélikus 5,3%, felekezet nélküli 3,7% (59% nem nyilatkozott).
2022-ben a lakosság 88,6%-a vallotta magát magyarnak, 0,9% németnek, 0,5% cigánynak, 0,5% egyéb, nem hazai nemzetiségűnek (10,5% nem nyilatkozott; a kettős identitások miatt a végösszeg nagyobb lehet 100%-nál). Vallásuk szerint 37,9% volt római katolikus,7,8% evangélikus, 5% református, 0,5% egyéb katolikus, 7,3% felekezeten kívüli (40,2% nem válaszolt).

## Nevezetességek
A falu melletti Flóra-hegyen egy geodéziai mérőtorony található, amelyet többen kilátónak neveznek, ám felmenni tilos. A torony közelében van az a hely, ahol 1929-ben, pontosan egy évvel azután, hogy 1928. május 20-án jégeső pusztított a lullai szőlőhegyen, Hanusz Albin tabi főkáplán fakeresztet állított, ahol ettől kezdve minden évben május 20-án fogadalmi misét tartanak. Az eredeti fakereszt azóta elkorhadt, helyére 1978-ban kőtalapzatot állítottak, amelyre a tabi templomtorony egykori vaskeresztjét helyezték el, rá pedig egy dr. Takács Lajos tabi plébános által készített korpuszt.